# Diplokeleba floribunda
Diplokeleba floribunda là một loài thực vật có hoa trong họ Bồ hòn. Loài này được N.E.Br. mô tả khoa học đầu tiên năm 1894.